# Halbreich-Verzeichnis
Das Halbreich-Verzeichnis ist ein von Harry Halbreich erstelltes Werkverzeichnis der Werke von Arthur Honegger und Bohuslav Martinů. Das Verzeichnis wird mit H abgekürzt. Angaben zu Werken der beiden Komponisten verweisen oft durch das Kürzel H und einer folgenden Zahl auf den entsprechenden Eintrag im Halbreich-Verzeichnis.